# Bíldudalur
Bíldudalur – miejscowość w północno-zachodniej wybrzeżu Islandii, nad niewielką zatoką Sveinsvík, przy wejściu do fiordu Suðurfirðir, południowej odnogi fiordu Arnarfjörður. Nad niewielką doliną, u wylotu której położona jest miejscowość, góruje masyw sięgający około 400–450 m n.p.m. Na początku 2018 roku zamieszkiwało ją 225 osób.  
Bíldudalur zostało założone w XVI w. Obecnie jest jednym z największych na Islandii producentów atlantyckiego łososia hodowlanego klasy sushi. W pobliżu miejscowości znajduje się muzeum poświęcone islandzkiemu pieśniarzowi Jónsowi Ólafssonowi, minilotnisko, oraz ruiny drewnianej farmy ekscentrycznego islandzkiego artysty, Samúela Jónssona.